# Zöldhátú cinegelégykapó
A zöldhátú cinegelégykapó  (Microeca flavovirescens) a madarak osztályának verébalakúak (Passeriformes) rendjéhez és a  cinegelégykapó-félék (Muscicapidae) családjához tartozó faj.

## Rendszerezése
A fajt George Robert Gray angol zoológus írta le 1858-ban. Átsorolták a Kempiella nembe Kempiella flavovirescens néven, de még nem minden szervezet fogadta el.

## Alfajai
- Microeca flavovirescens cuicui (De Vis, 1897)
- Microeca flavovirescens flavovirescens G. R. Gray, 1858

## Előfordulása
Új-Guinea szigetén, Indonézia és Pápua Új-Guinea területén honos. Természetes élőhelye a szubtrópusi vagy trópusi síkvidéki esőerdők és száraz erdők, valamint ültetvények. Állandó, nem vonuló faj.

## Megjelenése
Testhossza 14 centiméter, testtömege 14-17 gramm.

## Természetvédelmi helyzete
Az elterjedési területe nagyon nagy, egyedszáma pedig stabil. A Természetvédelmi Világszövetség Vörös listáján nem fenyegetett fajként szerepel.